# Jenson Button
Jenson Button (teljes nevén Jenson Alexander Lyons Button; a Brit Birodalom Rendje tagja [MBE], Frome, Somerset, 1980. január 19. –) angol autóversenyző, egyszeres Formula–1-es világbajnok. 2000-ben debütált a Formula–1-ben a Williams színeiben. 2001-ben a Benetton, a következő évben az abból alakuló Renault versenyzője volt. 2003-tól a British American Racingnél versenyzett, 2004-ben harmadik lett a világbajnokságban a Ferrarik mögött. Első győzelmét a 2006-os magyar nagydíjon aratta a Hondával, 113 verseny után.
A Honda 2008-as decemberi visszavonulása után Ross Brawn vette meg a csapatot 2009. február végén. Az ütőképes Brawn-Mercedesszel az évad első hét versenyéből hatot megnyert, ami előtte csak Jim Clarknak és Michael Schumachernek sikerült. Az utolsó előtti brazil nagydíjon szerzett ötödik helyével bebiztosította világbajnoki címét, csapata a konstruktőrök között szintén első lett. 2010-2017 között a McLaren pilótája. A 2016-os olasz nagydíjon bejelentette, hogy 2017-től csupán tartalékpilótája lesz a McLaren csapatának.  Button csupán egyetlen futamon, a monacói nagydíjon állt rajthoz 2017-ben, az Indianapolisi 500-ban egy versenyt teljesítő Fernando Alonso helyén. A 2018-as japán Super GT sorozat bajnoka.
306 versenyéből, amelyen elindult, 15-öt nyert meg, és 50 alkalommal állt a dobogón, mindezt úgy, hogy karrierje során többször is versenyképtelen autókat kellett vezetnie. Formula–1-es karrierjének korai évei a bizonyítási vágy keservességével teltek el, majd világbajnok lett és később a McLaren csapat sikeres pilótája – végül aztán a McLaren új szabályokhoz való nehéz adaptálódása miatti rossz eredményekkel búcsúzott.

## A Formula–1 előtt
Jenson Button Angliában, a Somerset grófságbeli Frome-ban született 1980. január 19-én. Apja, John Button ismert rallycross versenyző volt, aki legjobb eredményét, egy második helyet, a Brit Rallycross bajnokságban, 1976-ban érte el. Nevét apja egyik dán barátja, és versenyzői riválisa, Erling Jensen után kapta. Hétéves korában szülei elváltak, ő és testvérei az anyjukhoz kerültek, míg aztán 1994-ben apja el nem vette feleségül Pippa Kerrt, ekkor úgy döntött, hozzájuk költözik. Az ifjabb Buttonnak adott volt a versenyautós közeg, 8 éves korában már gokartban versenyzett. 1991-ben megnyerte a brit kadetbajnokságot úgy, hogy mind a 34 futamon első lett.
1997-ben ő lett a legfiatalabb versenyző aki valaha megnyerte a Super A Európa-bajnokságot, még mindig gokartban. 1998-ban ült át komolyabb versenyautóba, és rögtön meg is nyerte a brit Forma Ford bajnokságot a Hayward Racing csapatával. 1999-ben a brit Forma–3 kategóriában versenyzett, megnyert két futamot és összesítésben a harmadik lett.

## A Formula–1-ben

### Korai évek a Williamsszel és a Benettonnal

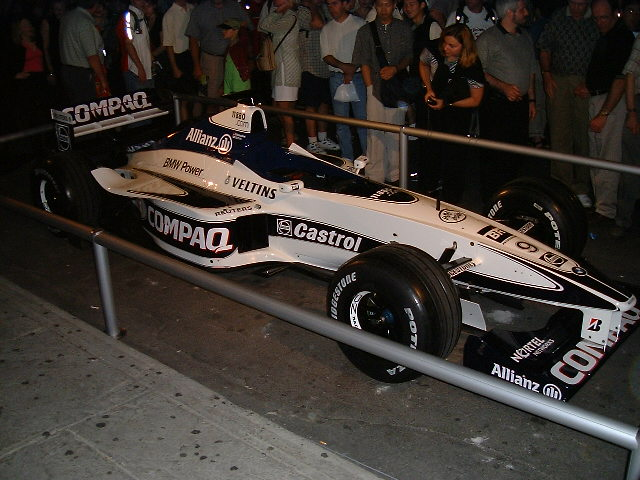
A Williams-BMW FW22 (Ralf Schumacher autója)

Még 1999-ben a McLaren neki ítélte a legjobb fiatal versenyzőnek járó díjat. 2000-ben kezdett tesztelni, több csapatban is megfordult. Prost csapatában a hivatalos pilótát, Jean Alesit is többször megelőzte a teszteken Barcelonában. A sikeres bemutatkozás felkeltette Sir Frank Williams figyelmét, aki állandó tesztpilótai pozíciót ajánlott neki a csapatában. Azonban Button szinte azonnal jobbnak bizonyult a csapat második számú pilótájánál, Bruno Junqueiránál, így Sir Frank versenyzőnek szerződtette. Patrick Head szerint egy leendő sztár veszett el benne, mások viszont úgy vélték, a tapasztalatlansága és a Formula–1 világának nyomása miatt nem lesz könnyű dolga.

#### 2000
A 2000-es év első versenye nem sikerült jól számára, motorhiba miatt kiesett. A következő brazil nagydíjon azonban hatodikként végzett és a legfiatalabb pontszerző lett 20 évesen és 67 naposan. (Ricardo Rodríguez 1962-es rekordját döntötte meg, Button rekordját Sebastian Vettel döntötte meg 2007-ben) Spában a harmadik helyre kvalifikálta magát, és ötödik lett a versenyen. Az egyéni pontversenyében nyolcadik helyen végzett, úgy, hogy többször is megelőzte a csapat akkori első számú versenyzőjét, a jóval tapasztaltabb Ralf Schumachert. A szezon legjobb eredményeit a német (4. hely) és a belga nagydíjon (5. hely) érte el. Bár újonc évében több hibát elkövetett (Monzában a biztonsági autós szakasz alatt balesetezett), 2000-es teljesítményéért a következő évben megkapta a Lorenzo Bandini díjat.
A Williams azonban csak addig akarta volna őt versenyeztetni, amíg nem tudták kivásárolni a Ganassi Racing-nél versenyző Juan Pablo Montoyát, aki miután megnyerte az Indy 500-at, hivatalosan is le lett igazolva 2001-re. A csapat mindazonáltal nem engedte el Buttont, hanem úgy voltak vele, hogy 2003-ban esetleg versenyzői ülést tudnak adni neki, addig is kölcsönadják a Benettonnak.

#### 2001

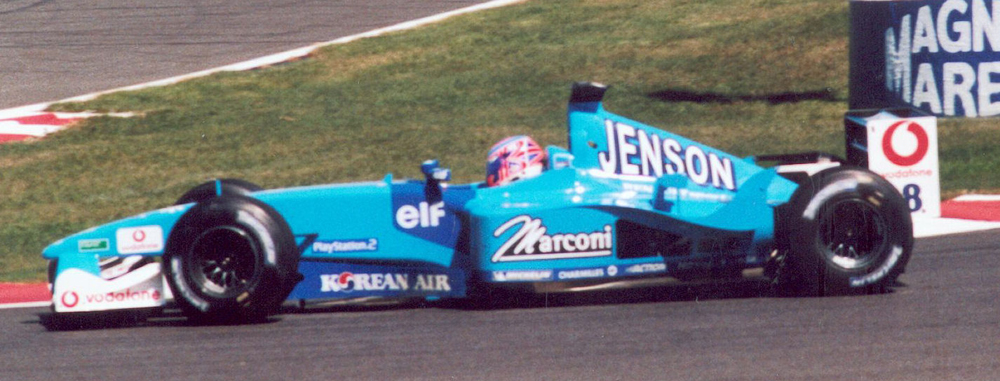
Button 2001-ben

2001-ben, habár szerződése szerint továbbra is a Williams csapat versenyzője volt, a Benetton (amelyet a következő évben megvett a Renault) autóját vezette a két csapat megegyezésének köszönhetően. Nem volt túl sikeres az év Jenson számára, az autót folyamatosan fejlesztették, de nem volt elég gyors és nem volt elég ideje sem megszokni. Mindazonáltal a német nagydíjon elért egy 5. helyet (egyetlen pontszerző futama volt), de az év végi összesítésben csak a csalódást keltő 17. helyen végzett. Sikertelenségét extravagáns életmódjával igyekezett kompenzálni, amiért ekkoriban "playboy"-nak tartották.

#### 2002
2002-ben csapata Renault F1 néven versenyzett tovább. Habár csapattársa, Jarno Trulli rendszeresen jobb volt az időmérő edzéseken, Jenson a versenyeken gyorsabb volt. A maláj nagydíjon hajszállal maradt le élete első dobogós helyéről. A Renault felfüggesztésének meghibásodása miatt Michael Schumacher az utolsó körben megelőzte, így csak negyedik lett. A következő versenyen, Brazíliában is negyedik lett. Ezután Imolában, a Nürburgringen, Magny-Cours-ban, Monzában és Szuzukában szerzett még pontot. Év végén a hetedik helyen zárt az összetettben 14 egységgel, csapattársát, az olasz Jarno Trullit megelőzve.
Bár szeretett volna a csapatnál maradni, a 2003-as idényre Flavio Briatore csapatfőnök lecserélte Jensont az addigi tesztpilótára, Fernando Alonsóra. A kétkedőknek és az elégedetlenkedőknek Briatore azt válaszolta: „Az idő majd eldönti, hogy tévedtem-e…”

### Áttörés a BAR-ral

#### 2003
A csapat nélkül maradt Button így a British American Racinghez csatlakozott, ahol az 1997-es világbajnok Jacques Villeneuve csapattársa lett. A két versenyző viszonya nem volt felhőtlen, már a szezon kezdetén (az ausztrál nagydíjat követően) szócsatákat vívtak egymással, nyilvánvaló volt, hogy Button megkérdőjelezte a kanadai elsőségét a csapaton belül. A szezon azonban haladt, a kezdeti sérelmek lassan elmúltak, és Button rendre jobb eredményeket ért el, mint az önmaga árnyékaként teljesítő egykori világbajnok csapattársa. (Villeneuve távozott a csapattól a szezonzáró futam előtt, Button csapattársa a japán Szató Takuma lett.)

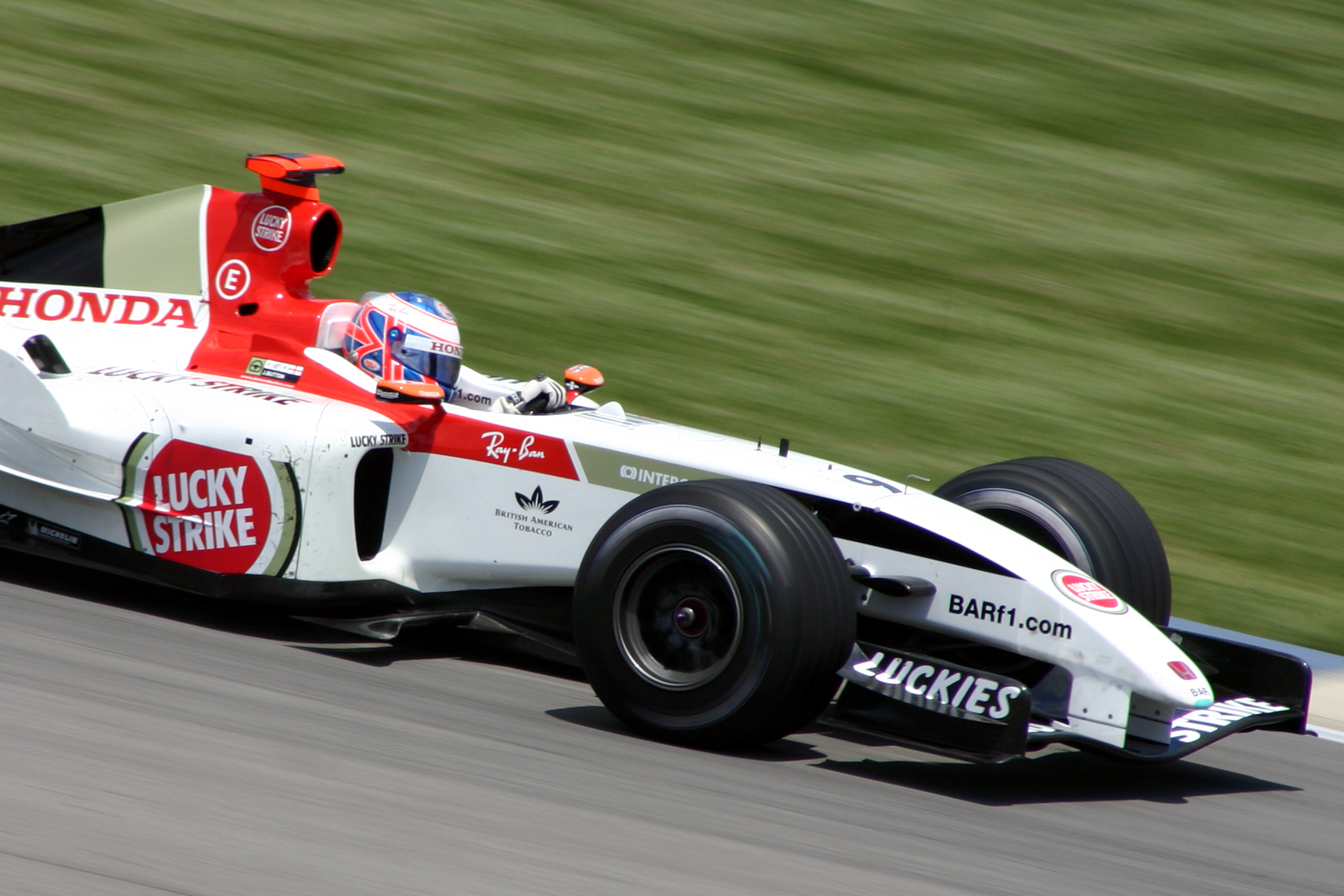
A 2004-es amerikai nagydíjon

A monacói futam pénteki edzésnapján csúnyán összetörte magát és az autót, aminek következtében kénytelen volt kihagyni a hétvégi versenyt és az azt követő monzai tesztelési időszakot is. Az Egyesült Államok Nagydíján, életében először egy ideig vezetett a versenyben. A brit legjobb eredménye két negyedik hely volt Ausztriában és Japánban. Az év végén kilencedik lett 17 ponttal, Villeneuve csak 6 pontot szerzett.

#### 2004
2004-ben a BAR a Honda fejlesztéseinek köszönhetően hatalmasat ugrott előre a mezőnyben, már csak az évek óta legyőzhetetlennek tűnő Ferrari és Schumacher állt előttük. Ausztráliában még csak hatodik volt, de a maláj nagydíjon – életében először – felállhatott a dobogóra, harmadik lett. Az eredményt sikerült megismételnie az először megrendezett bahreini nagydíjon is. Áprilisban saját karrierje és a BAR története során először megszerezte a pole-pozíciót a San Marinó-i nagydíjon, a versenyen második lett. Ezt még számos dobogós hely követte: Monacóban, a Nürburgringen, Montrealban, Hockenheimban, Monzában, Sanghajban és Szuzukában végzett még az első három között. Végül 85 ponttal a harmadik helyen zárta az évet Schumacher és Barrichello mögött, igazolva, hogy eséllyel pályázik a jövő világbajnoki címeinek valamelyikére.
Augusztusban aztán a szerződésével kapcsolatos jogvitába keveredett. Bejelentette, hogy otthagyja a csapatát és visszatér a Williams-hez, ami meglepő volt, mert Button élete legjobb szezonját futotta a BAR-nál, miközben a Williams csak szenvedett. Ezzel szemben a BAR szerette volna őt megtartani. Button menedzsere egy kiskaput kihasználva akart szerződést bontani, amely szerint abban az esetben, ha a csapatot az a veszély fenyegetné, hogy elveszíti a Honda-motorokat, akkor szabadon távozhat. Mivel a szerződést még mindig nem írták alá, ezért ez a lehetőség adott volt, mígnem aztán az FIA közbe nem lépett, és arra kötelezte Buttont, hogy maradjon a BAR-nál. Közben a Honda megvette a csapat 45 százalékát, kirúgták az addigi csapatfőnököt, és Button is megszabadult a menedzserétől.

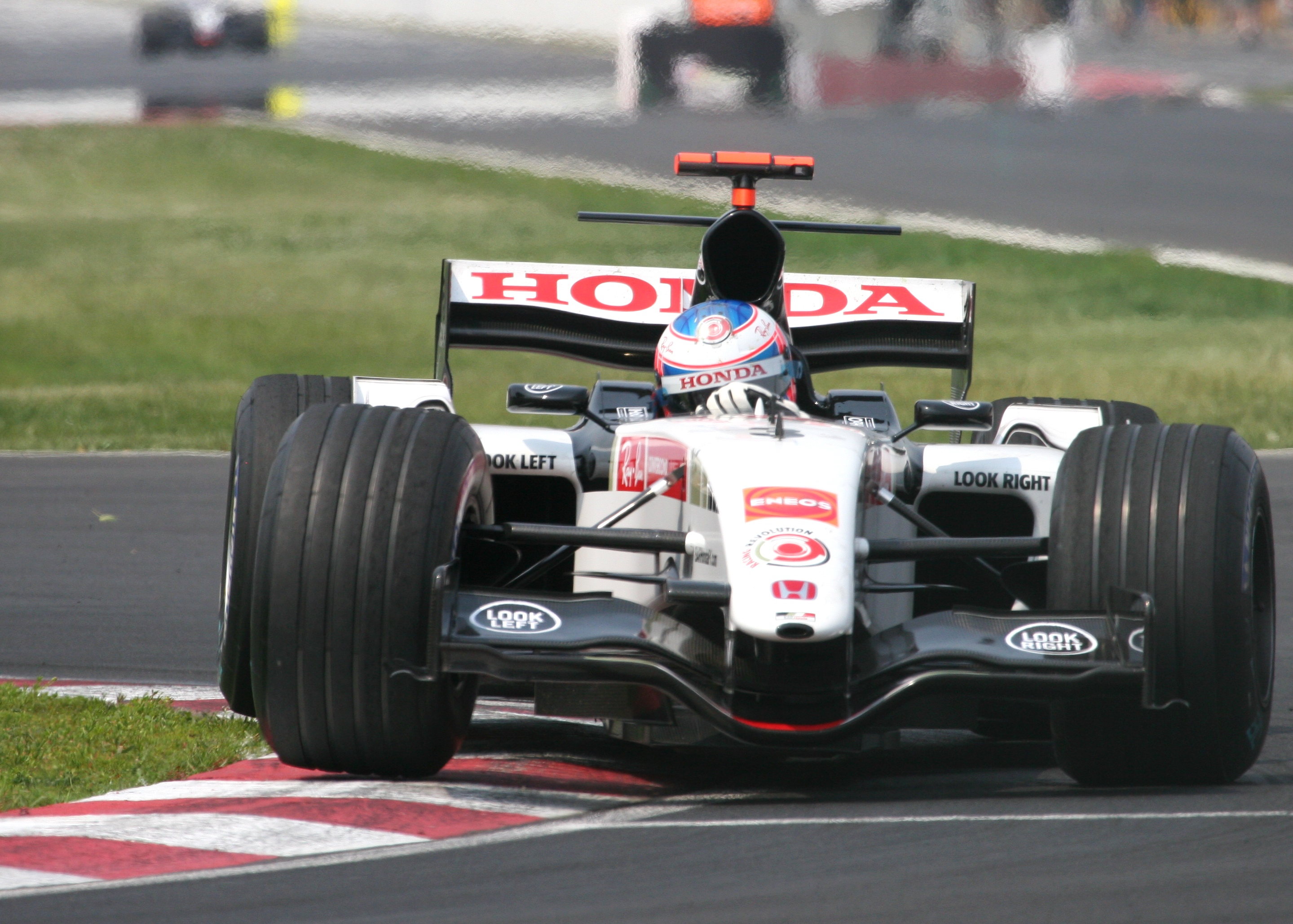
2005-ben, Kanadában

#### 2005
Az előzmények ellenére is Button úgy érezte, a csapat mögötte áll, és optimista volt. A 2005-ös év azonban nem indult jól, ráadásul a San Marinó-i nagydíj botrányos végkifejletbe torkollott: Button harmadik lett, csakhogy a futam után kiderült, hogy a BAR autóiban volt egy második üzemanyagtartály is, és ha mindkettőt leeresztették, az 5,4 kg-mal kevesebbet nyomott a minimálisnál. A versenyfelügyelők nem találták ezt szabálytalannak, de az FIA fellebbezett. A Fellebbviteli Tanács aztán kimondta, hogy ugyan azt nem lehetett bizonyítani, hogy a BAR szándékosan csalt, de mindkét versenyzőjüket megfosztották a futamon elért eredménytől, és a következő két versenyre eltiltották őket. Button azonban nem adta fel, visszatérésük után Montrealban megszerezte második pole-pozícióját. Magán a versenyen nem ment ilyen jól, a 46. körben összetörte az autót, így a harmadik helyről kiesett. Mint Michelin-abroncsos csapat, kihagyták az USA-nagydíjat a többiekkel együtt. Az év második feléig kellett várnia, hogy megszerezze első vb-pontjait, onnan azonban egyre jobban ment a csapatnak. Magny-Coursban a negyedik lett, hazai pályán, Silverstoneban a második helyről indulhatott, de a versenyen visszaesett, végül csak 5. lett. Hockenheimban hagyományosan jól szerepelt, ez az év sem volt kivétel, a második rajtkockáról rajtolva harmadik lett, a szezonban először állhatott dobogóra. Az év második felében, a francia nagydíjtól kezdve Button minden versenyen pontot szerzett. 37 ponttal kilencedik lett.
Sorozatban a második évben is problémás volt azonban a szerződése. Ugyanis Button időközben aláírt egy előszerződést a Williams-szel a 2006-os idényre, ám közben úgy látta, hogy ha marad jelenlegi csapatánál, akkor jobban járhat, így kifarolt a megállapodásból. Frank Williams szerint viszont a szerződésük élt, és felhívta Button figyelmét a szponzorokkal kapcsolatos kötelezettségek teljesítésére. Tárgyalásokba kezdtek a felek, és körülbelül 18 millió fontnak megfelelő kompenzáció megfizetéséért cserébe Buttont elengedték.

### A gyári Honda csapatnál

#### 2006

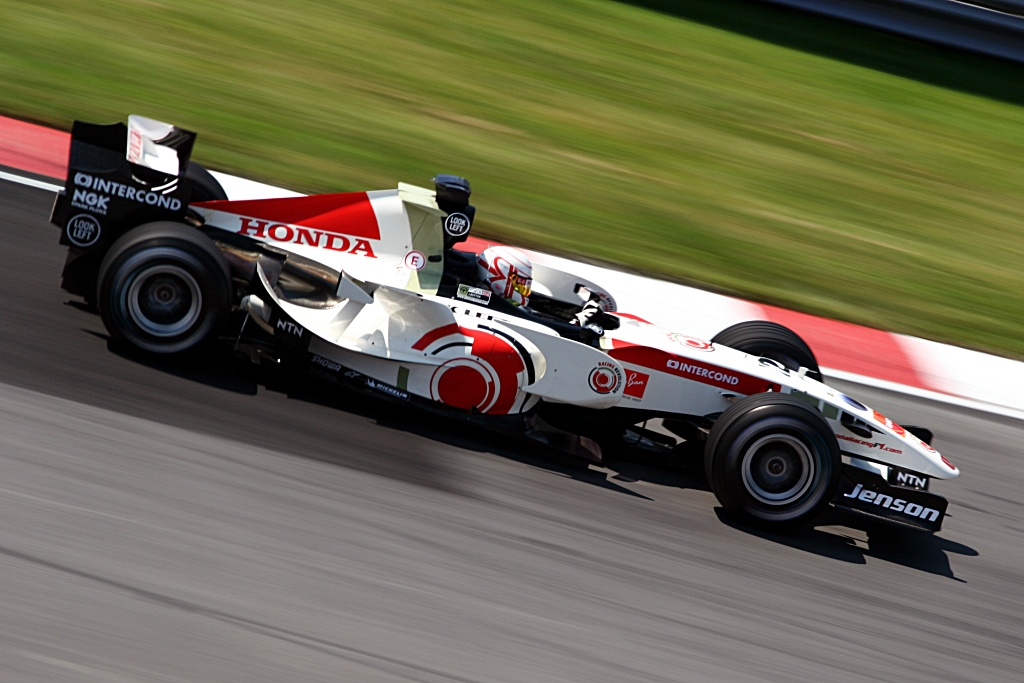
Button a 2006-os kanadai nagydíjon

A 2005-ös japán nagydíjon a Honda bejelentette, hogy megveszi a British American Tobaccótól a BAR csapat részvényeit, így a 2006-os szezonban teljes gyári csapattal vág neki a Formula–1-nek. A Honda óriási pénzköltségeket és munkaerőt nem kímélve dolgozta végig az egész 2005/2006-os holtszezont, ők teszteltek a legtöbbet a télen. Az eredményeik és a megbízhatóságuk kiváló értékeket mutattak, így a szakértők őket tartották a világbajnokság sötét lovának, akik megálljt tudnak parancsolni az akkor elképesztő fölénnyel rendelkező Renaultnak. Bár az elvárások nagyok voltak, a csapat óriásit bukott az évben: az RA106-os kocsinak versenyről versenyre jöttek elő a problémái, amik gátolták őket a jó eredmény megszerzésében.
Button ezzel szemben egy rakoncátlan kocsival is tűrte a megpróbáltatásokat, és megpróbálta mindig motiválni a csapatát. A szezonnyitón negyedik, Sepangban harmadik lett, majd Ausztráliában megszerezte harmadik pole-ját a brit. A futamon az ötödik helyen autózott, amikor az utolsó kör utolsó kanyarjában motorja elfüstölt és kiesett. Az évad középső része, vagyis öt versenyen át, Jenson nem csak az autójával, de saját csapattársával, Barrichellóval is küzdött, bár sokszor nem a győzelemért, sőt, néha pontokért se, hanem egy 10. helyért. A csapat ekkor megelégelte a sikertelenséget, és átszervezte a aerodinamikai részlegét, így Nakamoto váltotta a hatalmas tudással rendelkező Geoff Willist. Az év közepére megnyílt az új szélcsatorna, ahol 1:1 arányú modelleket is tudtak tesztelni. Ezek után a csapat megerősödött, Németországban újra a dobogóért küzdött. Jenson élete 113. versenyén megszerezte pályafutása első győzelmét az esős magyar nagydíjon, amelyen a reménytelennek tűnő 14. helyről indult. Ezt követően pedig sokkal magabiztosabb lett, a brazil nagydíjon a 14. helyről rajtolva a harmadik lett. Az utolsó hat versenyen ő szerezte a legtöbb pontot. Az idényt hatodikként zárta 56 ponttal.

#### 2007

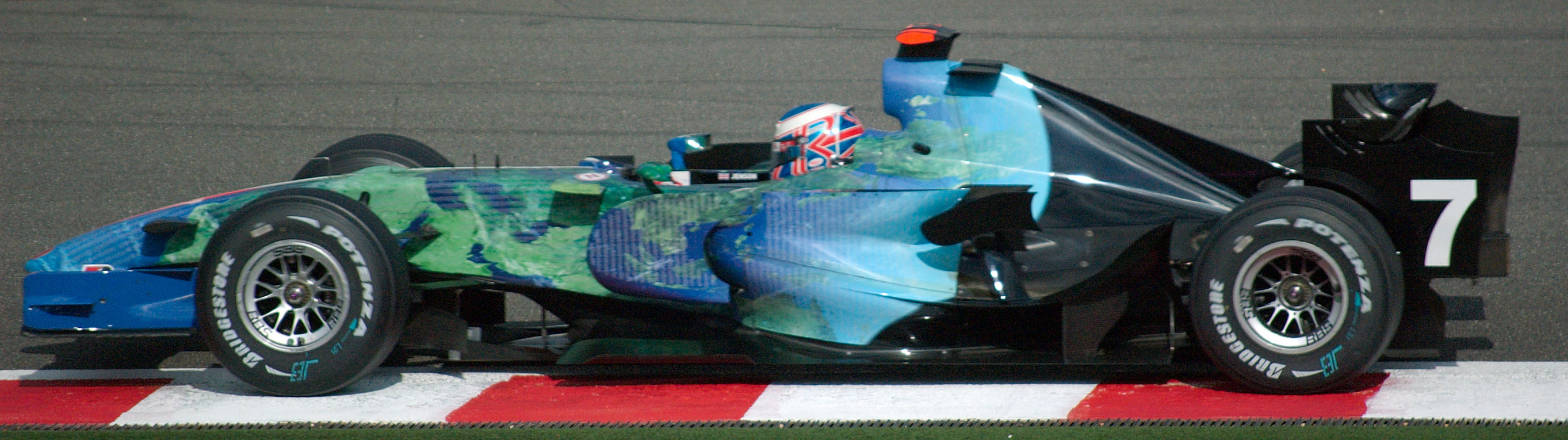
A 2007-es belga nagydíjon

2007-ben a Honda autói reklámmentesen indultak, a kötelező feliratok (csapatnév, gumimárka) mellett egy, a Földről készült műholdképet festettek a kocsikra. A Honda ezzel kívánta figyelmeztetni az embereket a klímaváltozásra. Button 2006 végén gokartbalesetet szenvedett, ezért a téli teszteken nem tudott részt venni. A nagy remények ellenére a csapat jelentősen visszaesett, az autó aerodinamikailag nem volt jó, nehéz volt vezetni. Jenson ez évben mindössze 6 pontot szerzett, míg csapattársa, Barrichello egyet sem. A szezonnyitó ausztrál nagydíjat 14. helyről indulva egy áthajtásos büntetéssel a 15. helyen fejezte be. A következő két verseny szintén sikertelen volt. A maláj nagydíjon márkatársa mögött a 13. lett. A bahreini nagydíjon kiesett a red bullos David Coultharddal való ütközése után. A francia nagydíjon nyolcadik lett, a Honda első 2007-es pontját megszerezve. A brit nagydíj után szerződését meghosszabbították a csapatnál 2008-as esztendőre. Legsikeresebb versenye ez évben a kínai nagydíj volt, melyen ötödik lett. Emellett egy pontot szerzett még az olasz nagydíjon. Jenson totális katasztrófaként írta le az évet, egyedül az olyan versenyeken tudott villantani, amelyeken esett az eső. Az egyéni bajnokságban a tizenötödik helyet szerezte meg 6 ponttal.

#### 2008

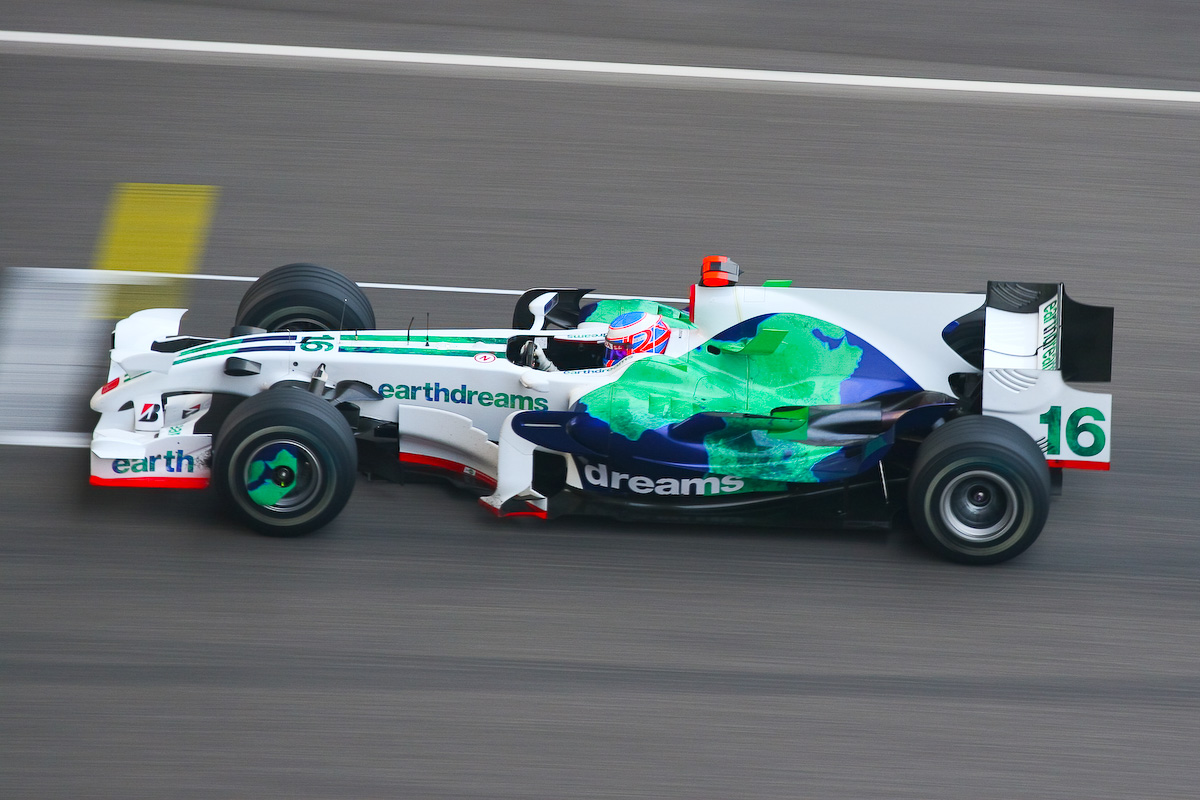
Button a 2008-as kínai nagydíjon

2008-ban továbbra is a Honda versenyzője volt, a sikertelen csapathoz Ross Brawn érkezett. Az idénynyitó ausztrál nagydíjon rajtbaleset áldozata lett, A maláj nagydíjon tizedikként ért célba. Bahreinben is ütközés miatt kényszerült feladni a versenyt: David Coultharddal akadt össze az egyik szűk visszafordító kanyarban. A spanyol nagydíjon, köszönhetően a Honda új fejlesztéseinek és a sok kiesésnek, a 6. helyen ért be és megszerezte maga és a csapat első 3 pontját. Törökországban a 11. helyen, körhátrányban ért célba. Az esős monacói nagydíjon a 11. helyről indulhatott és ugyanebben a pozícióban is ért célba. Kanadában a boxból rajtolva a 11. lett. A francia nagydíjon csak a 16. helyről rajtolhatott. A futam közben kicsúszott, megsérült az autója, ezért beállt a boxba, így ő lett a verseny egyetlen kiesője. A hazai futamának időmérőjén megint nem mentek jól: Button csak a 17. helyről rajtolt. A futamon esett az eső, és amikor nagyon rákezdett, a csapat kihívta Buttont csapattársával együtt extrém esőgumiért, hogy gyorsak tudjanak lenni. Button gyors is volt, de a 4. helyen autózva kicsúszott és a falnak ment, míg Barrichello harmadik lett. Németországban a 14. helyet szerezte meg az időmérőn, de csak az utolsó helyen ért célba. A soron következő, Magyar-, Európai-, Belga- és Olasz Nagydíjakon rendre távol maradt a pontszerző zónától: 12., 13., valamint kétszer 15. lett. A pontszerzéshez Szingapúrban került a legközelebb, ahol a kaotikus versenyen 9. lett. Az idény további három versenyén is célba ért, de messze volt az első nyolctól. 2008-ban a spanyol nagydíjon szerzett 3 pontjával 18. helyen végzett az összetettben. Ennek ellenére optimista maradt, mivel tudta, hogy már a jövő évre koncentrál a csapat. 2008. december 5-én azonban a Honda bejelentette, hogy a gazdasági válság miatt azonnali hatállyal leállítja Formula–1-es tevékenységét és csapatát eladásra kínálja. Button versenyzői állása így veszélybe került.

### Bajnoki cím a Brawn GP-vel

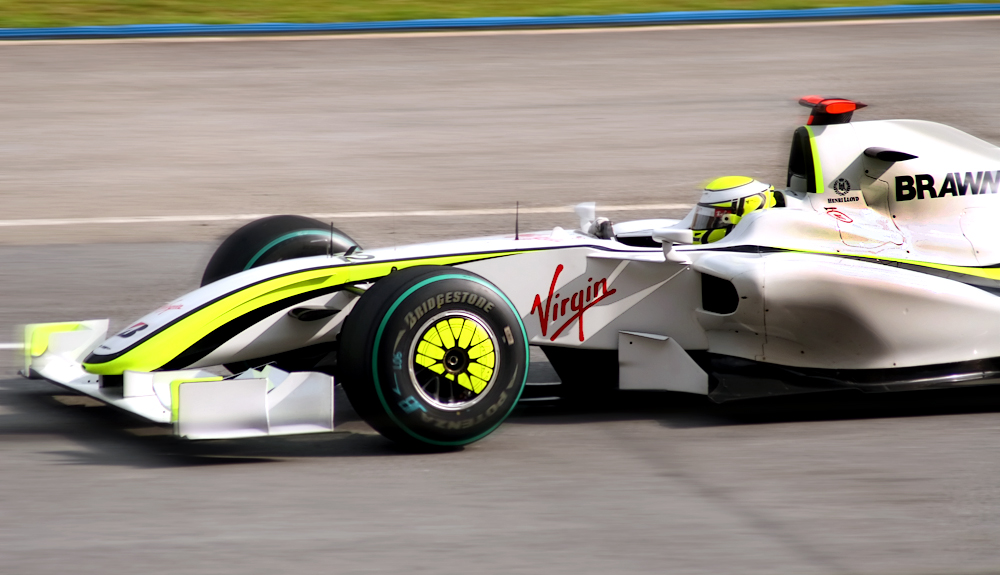
A 2009-es maláj nagydíjon

Hosszas bizonytalanság után a Honda elfogadta Ross Brawn csapatfőnök ajánlatát, aki Brawn Grand Prix néven folytatta a versenyzést a csapattal. A motorbeszállító a Mercedes lett. Button még a Honda bejelentése előtt szerződést hosszabbított. Brawn a tulajdonosi jogok átvételével egy időben bejelentette, hogy Rubens Barrichello marad Button csapattársa 2009-ben. Button beleegyezett, hogy a csapatnál maradása feltételeként a bérét a felére csökkentsék.
Az idény első felében a Brawn csapat egy ellentmondásos újítás, a dupla diffúzor előnyeit élvezte. Később ezt a fejlesztést a többi csapat is bevetette, addigra azonban Button megnyert az év első hét versenyéből hatot. Ezt követően az eredmények is visszafogottabbak lettek.
Az idénynyitó ausztrál nagydíjon megszerezte a pole-pozíciót, és végig vezetve a versenyt megszerezte élete második győzelmét a szezonnyitó nagydíjon, míg csapattársa, Barrichello második lett. Ezzel a Brawn 1954 után az első csapat lett, amely kettős győzelemmel ünnepelhette a debütálását. A maláj nagydíjon ismét az élről indulhatott, az esős versenyt végül meg is nyerte, csapattársa Barrichello pedig az ötödik helyen végzett Malajziában. A versenyt megszakították, és mivel nem teljesítették a versenyzők a tervezett versenytáv 75%-át, a pontok felét osztották csak ki, a brit így 5 pontot kapott.

A szintén esős kínai nagydíjon valamivel gyengébben teljesített, a harmadik helyen ér célba a domináló Red Bullok mögött, de az idény negyedik versenyén, a bahreini nagydíjon szintén őt intették le elsőként, ezzel harmadik 2009-es győzelmét szerezte.

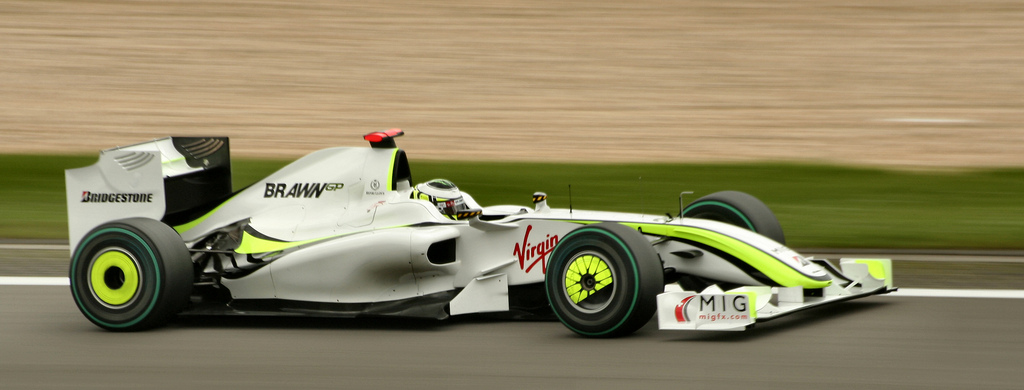
Button Németországban

Barcelonában a pole-ból indult, de Barrichello lerajtolta. Mindkét Brawn-versenyző háromkiállásos stratégián volt, de Button a futam közben kétkiállásra változtatott és ennek köszönhetően győzni tudott. Monacóban ismét dominálva az első helyről indulva győzött. Button így élete első győzelmi hat-trickjét szerezte (három győzelem egymás után) szerezte. A török nagydíjon ugyan a második helyről indult, de a pole-pozíciós Sebastian Vettel hibázott az első körben, amit kihasználva átvette a vezetést, amelyet a verseny végéig megőrzött. A brit már sorozatban negyedszerre győzött. Korábban csak Alberto Ascarinak, Juan Manuel Fangiónak, Jim Clarknak és Michael Schumachernek sikerült az évad első hét versenyéből hatot megnyernie.
Hazai nagydíján csak a 6. lett az időmérőn, majd a rajtnál a 8. helyre is visszaesett. A verseny végig a hatodik pozícióba jött fel. A verseny végén az egyik leggyorsabb volt a mezőnyben a lágy gumikon. Nico Rosberget és Felipe Massát a futam végére utolérte, de megelőzni már nem tudta. Button a német nagydíjon a harmadik helyről rajtolt, de a rajtnál, majd a háromkiállásos taktikával is visszaesett, végül ötödikként végzett csapattársa előtt. Fernando Alonso a verseny végén utolérte a hideg időben szenvedő, gumijaikat nehezen felmelegítő Brawnokat, de megelőzni nem tudta őket. A versenyt a rivális Red Bull Racing nyerte: Webber győzött Vettel előtt.

A magyar nagydíjon javulást várt a csapat az új aerodinamikai fejlesztésektől és a várható meleg időjárástól. A hétvégén végül nem volt olyan meleg, amit előrejeleztek (25-26 fok). Az időmérőn Barrichello hátsó felfüggesztésének egy darabja kiszakadt az autóból (ami Felipe Massa balesetét okozta később), így az időmérés harmadik szakaszának nagy részében Button autóját szerelték. A brit csak egy kört tudott futni így, ami csak a 8. helyre volt elegendő. A versenyen egy helyet javítva a hetedik lett, ami a legrosszabb eredménye lett az évben. Az európai nagydíjon meleg időjárás mellett az 5. helyről indult, de a rajtnál pozíciókat veszített, így ismét csak a 7. helyen végzett, míg csapattársa nyert.

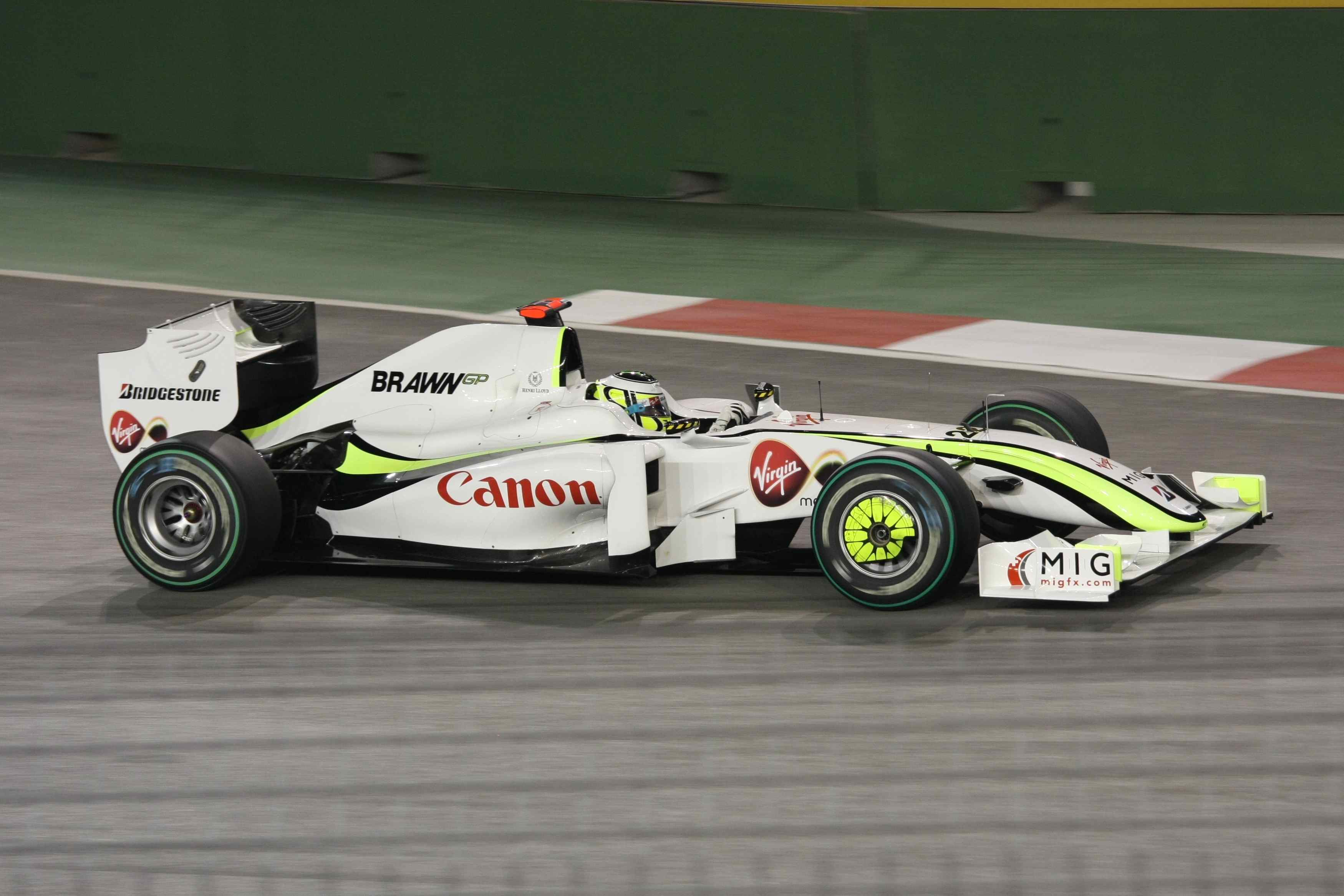
A szingapúri éjszakai versenyen

A belga nagydíj időmérőjén csak a 14. helyet szerezte meg, a verseny első körében, baleset miatt kiesett, ami az idényben először fordult vele elő. Barrichello a két pontot érő hetedik helyen végzett, amivel ismét faragott a hátrányából a brittel szemben. Az olasz nagydíjon Button hosszú idő után ismét a dobogóra állhatott kiváló egykiállásos taktikával, a 6. helyről indulva. Barrichello mögött a második helyen végzett, így a csapattárs 14 pontra csökkentette lemaradását vele szemben. Szingapúrban a brit Heidfeld rajtbüntetése után is csak a 11. helyről indult. A rajt után mindkét Brawn feljebb zárkózott, Button csapattársa és Kovalainen mögött autózott nagyon sok üzemanyaggal, azonban a második kiállásánál mindkettőjüket megelőzte, az ötödik helyre felérve. A futam végén a 4. Vettelt is üldözni kezdte, de fékproblémája akadt, emiatt csak ötödik helyét tudta megvédeni csapattársával szemben. Az egy héttel későbbi japán nagydíjon 7. helyen végzett az időmérő edzésen, de sok más versenyzővel együtt 5 helyes rajtbüntetést kapott, mivel az időmérés utolsó szakaszában a sárga zászlós fázis alatt nem lassított. A versenyen a 10. pozícióból indulva nyolcadikként végzett Barrichello mögött, így pontelőnye a brazillal 14-re, a futamgyőztes Vettellel 16-ra csökkent.
Az utolsó előtti nagydíjon, Brazíliában az időmérő edzés második szakaszában kiesett, mivel esőgumival nem tudott olyan jó időt autózni, mint a mezőny többi része az intermediate-ekkel a felszáradó pályán. A verseny második körében a 14. helyről indulva már a 9. helyen haladt, a sok balesetnek köszönhetően. A biztonsági autós szakasz után számos versenyzőt megelőzött, míg a pole-ból induló Barrichello boxkiállása után nem tudta megtartani első helyét, több helyet visszacsúszott. A verseny végén a brazil lassú defektet kapott, így egy nem tervezett gumicserét kellett beiktatnia. Bár Buttont második boxkiállása után Hamilton és Vettel is megelőzte, ötödik helyével így is bebiztosította (Barrichello 8., Vettel 4. lett) világbajnoki címét egy futammal a szezon vége előtt. Az angol 169 rajt után szerezte meg vb címét, ennél csak Nigel Mansellnek kellett többet várnia (176) egyéni címére.
A már tét nélküli szezonzárón, Abu-Dzabiban az 5. helyről rajtolt, az első körökben megelőzte Barrichellót, majd Hamilton kiesése után már 3. volt. Az utolsó körökben nagyon közel került a második Webberhez, de megelőznie nem sikerült az ausztrált.
A bajnokságot 95 ponttal zárta a 85 pontos Vettel és a 77 pontos Barrichello előtt.

### McLaren

#### 2010
A Brawn-csapat mindössze egy évet élt meg, a Mercedes ugyanis a következő idénytől megvásárolta azt, így Button 2010-re átszerződött a McLaren-Mercedes-hez, új kihívásokat keresve. Ezt meg is kapta, csapattársa ugyanis Lewis Hamilton lett. A szezon elején 2 győzelmet is szerzett és a negyedik forduló után vezette is a világbajnokságot. A következő monacói versenyén motorhiba merült fel, így a versenyből kiesett. Majd az ezt követő törökországi és kanadai versenyeken a 2. helyen ért célba. Valenciában harmadik lett, Silverstoneban kiesett a kvalifikáció második szakaszában, de végül a 4. helyen érkezett be, majd Magyarországon a 9. helyet érte el. Belgiumban minden lehetősége adott volt, ám Sebastian Vettellel ütközött, így kiesett. Ezt követően csak kétszer lett dobogós, Monzában, itt 2. helyet ért el, valamint a szezonzáró emirátusokbeli versenyen, ahol a 3. helyen zárt. A szezont végül 214 ponttal az 5. helyen zárta, bár az utolsó előtti futamig matematikai esélye még volt a bajnoki címvédésre.
Érdekesség, hogy a brazil nagydíjat megelőzően őt és kíséretét fegyveresek támadtak meg Interlagosban, de szerencsére egyiküknek sem esett bántódása.

#### 2011

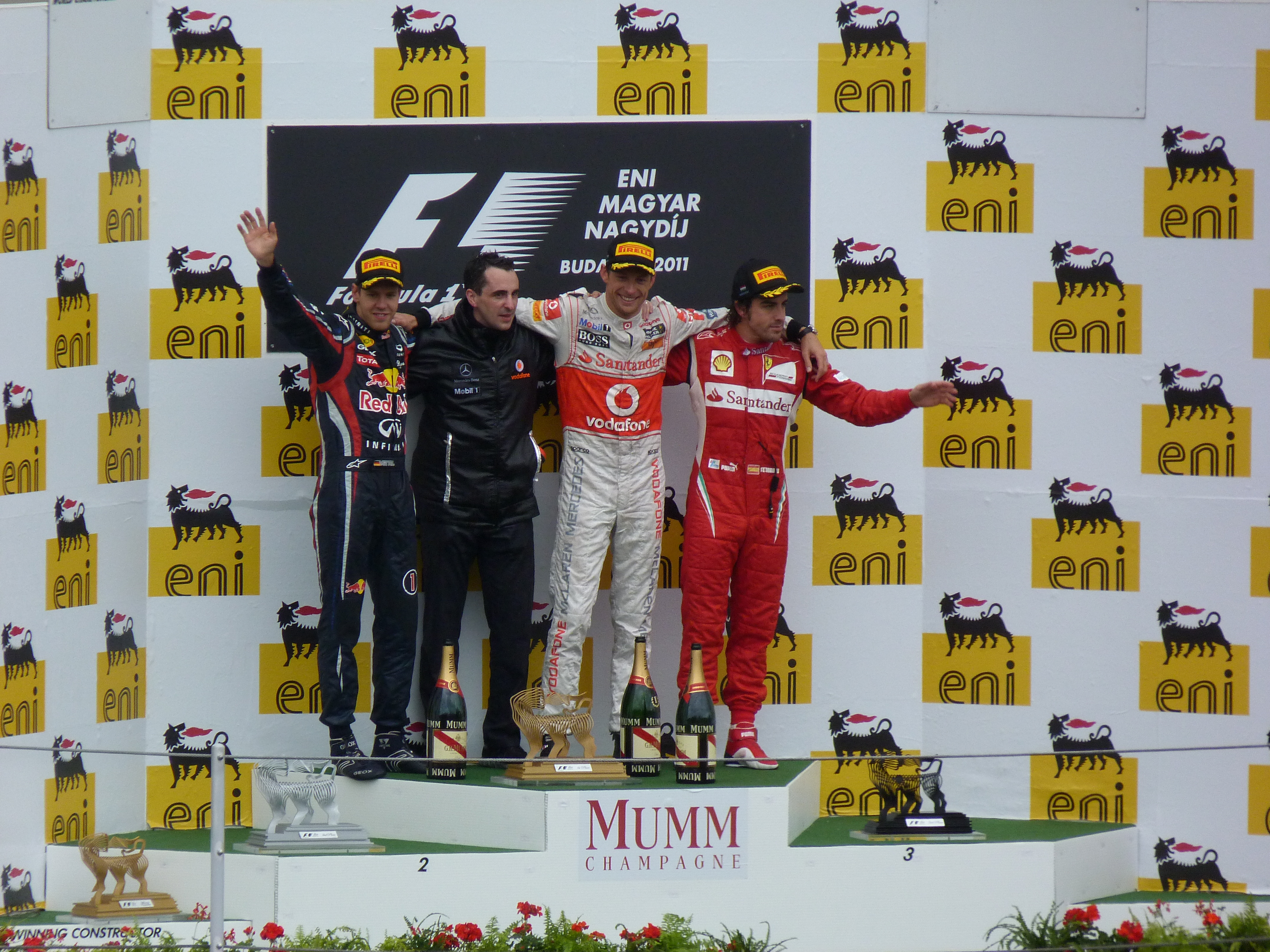
Jenson Button Mogyoródon, 2011-ben

Button 2011-ben is a McLaren sorait erősítette, ám a szezont nem túl fényesen kezdte. Az ausztrál futamon Felipe Massa-val harcolt, ám egy kanyart levágott, így büntetést kapott és végül a 6. helyen zárt. Malajziában a 3. helyről indulhatott Button, ám Lewis Hamilton gumiproblémái miatt a futam végére a 2. pozícióba zárkózott föl. Kínában remek rajtot vett, a 2. helyről az élre került, ám egyik boxkiállása alkalmával eltévesztette csapata boxának helyét; végül a 4. helyen zárt, míg csapattársa, Hamilton az első lett. Törökországban rosszul választotta ki taktikáját, így csak a 6. helyen ért célba. Spanyolországban a rajtja nem a legjobbra sikerült, ám remek előzésekkel egészen a dobogót jelentő 3. helyig kapaszkodott. A monacói verseny sikeresnek nevezhető, a címvédő Sebastian Vettellel végig harcban volt, végül 3. lett.
Ezután jött a kanadai nagydíj, amelyet Button élete legnagyobb győzelmének tartanak. Nem indult túl jól számára a futam: két ütközést is elszenvedett: Lewis Hamiltonnal, majd Fernando Alonso-val (ez utóbbitól defektet is kapott), így a 21. helyre esett vissza, ám a futam hátralévő részében fantasztikus előzéseket bemutatva az élre tört és az utolsó körben a hibázó Vettelt is megelőzve megszerezte az évi első győzelmét. A futam alatt ötször állt ki kerékcserére, a safety car alatti sebességtúllépés miatt pedig még boxutca-áthajtásos büntetést is kapott, és még így is győzött, úgy, hogy 27 előzést hajtott végre a futam alatt.
Valenciában gyengélkedett, csak a 6. helyen ért célba, majd a következő két versenyen kiesett. Magyarországon Button egy kaotikus versenyt nyert meg, hiba nélkül versenyzett. Belgiumban, Olaszországban és Szingapúrban végig dobogóra állhatott: (sorrendben) a 3., a 2. és újra a 2. helyen, ezúttal Vettel mögött végezve. Japánban remek gumitaktikájával megszerezte az évi harmadik győzelmét; majd Koreában a 4. helyen végzett. A szezon vége felé Indiában 2., Abu Dzabiban 3. és Brazíliában szintén 3. helyet ért el. A bajnokságot 270 ponttal a 2. helyen zárta, szezonja második felének köszönhetően. Az elsőségre nem volt esélye, mert a világbajnok Vettel mögött 122 ponttal volt lemaradva, ami majdnem 5 győzelemnek megfelelő pontmennyiség volt, a Red Bull domináns idényében.

#### 2012

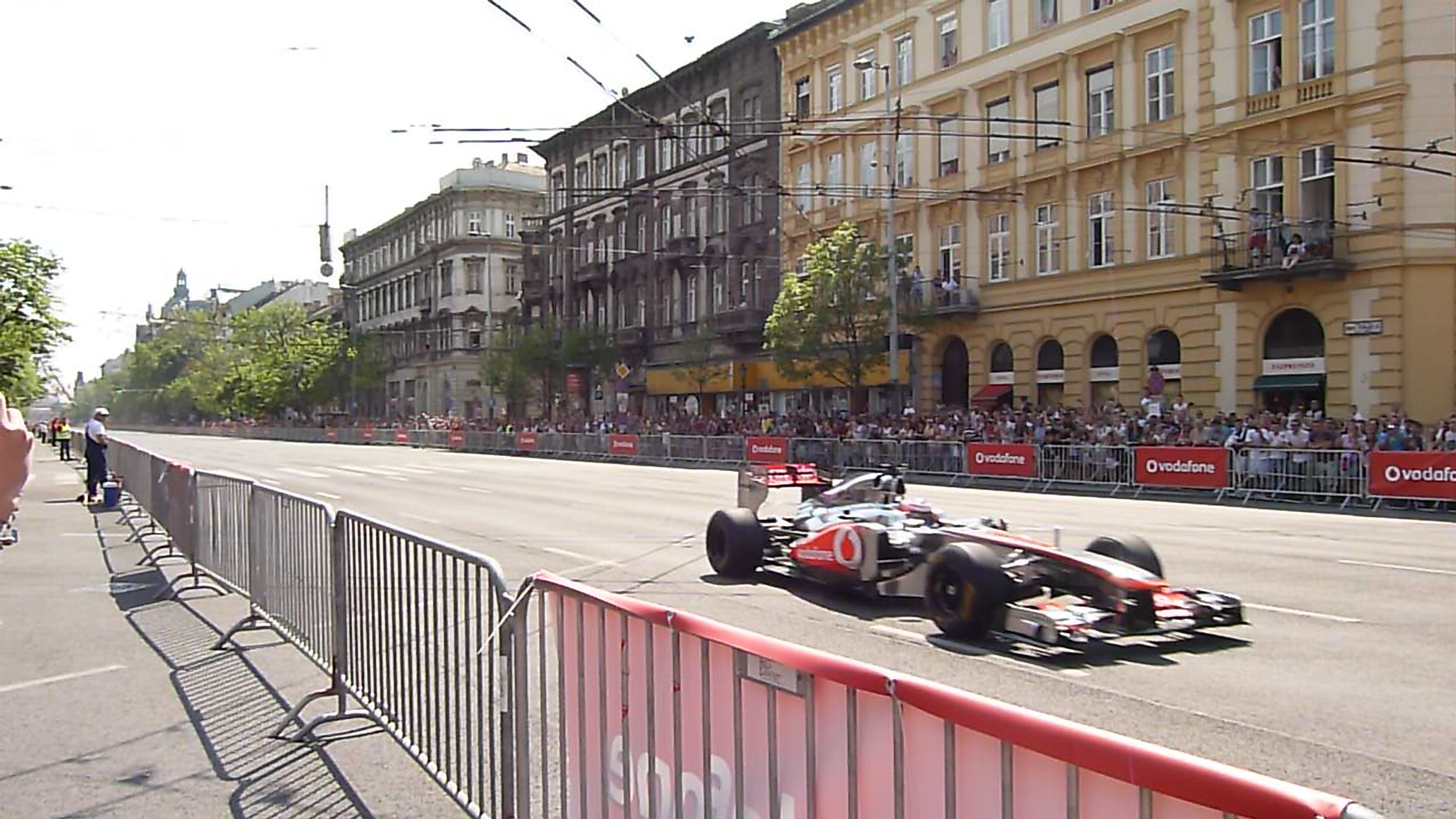
Jenson Button első köre Budapesten, 2012. május 1-jén

Button 2012-ben harmadik évét kezdte meg a McLaren-Mercedes-nél, s rögtön az első versenyen remekelt. A szezonnyitó ausztrál versenyen a 2. helyről indulva, már a rajtnál az élre kapaszkodott fel, majd onnantól végig vezetve a versenyt karrierje tizenharmadik győzelmét aratta az Albert Parkban. Malajziában is nagyszerű versenyt futott volna, ha nem ütközik a HRT-s Narain Kartikheyannal – ezzel szakított meg egy, a 2010-es koreai nagydíj óta tartó pontszerzési sorozatot (ahány versenyen célba ért, ott mindig pontot szerzett). Kínában kiköszörülte a csorbát, ismét második lett. Bahreinben kénytelen volt kiállni, tapadási problémákra hivatkozva – később kiderült, hogy a kipufogóval voltak gondjai. Közben május 1-jén Magyarországon is járt a Nagy Futam rendezvény keretén belül. Spanyolországban a kvalifikáció is rosszul sikerült, és kisebb hullámvölgybe került: a következő négy futamon nem is ért el jó eredményt. Németországban harmadik lett, amit Sebastian Vettel büntetése miatt utóbb megváltoztattak, s így második lett. Belgiumban három év után ismét pole pozícióból indulhatott, majd meg is nyerte a futamot úgy, hogy abban az évben ő volt az első, aki minden körben vezetett. Olaszországban aztán ismét az autója hibája miatt kellett kiállnia a második helyről.
Szingapúrban második lett, Japánban egy öthelyes rajtbüntetés miatt a nyolcadik helyről kellett indulnia (váltócsere), de aztán szép lassan feljött, és a dobogóról csak kicsivel maradt le. Koreában egy Kobajasival és Rosberggel történt ütközés miatt kiesett, Indiában ötödik, Abu-Dzabiban negyedik lett. A szezonzáró brazil nagydíjon aztán ismét futamot nyert: a változó időjárási körülmények között szerencsésen elkerülte a baleseteket és a meghibásodást, és taktikusan kormányozta be autóját az élen. Ez volt tizenötödik, és egyben utolsó Formula–1-es győzelme. A bajnokságban ötödik lett, alig pár ponttal lemaradva a csapattárs Hamiltontól.

#### 2013
Márciusban Button bejelentette, hogy a csapattól szeretne majd visszavonulni. A McLaren MP4-28-as sajnos nem volt egy túl jó konstrukció, és ez meg is látszott az eredményeken. Legjobb eredménye a év utolsó versenyén Brazíliában elért 4. helyezés volt, a bajnokságban csak kilencedik lett. Ez a McLaren korábbi eredményeihez képest csalódás volt, Button ebben az évben nem állt dobogón, 2008 óta először. Csapattársa ebben az évben Sergio Pérez volt, akivel annak agresszív vezetési stílusa miatt voltak csörtéi.

#### 2014
Az év szomorú hírrel indult számára: 2014. január 12-én, 70 éves korában elhunyt édesapja, John. Ebben az évben Kevin Magnussen személyében ismét új csapattársat kapott. A szabályok változása miatt ettől a szezontól minden pilóta egyedi rajtszámmal versenyzett. Button a 22-est választotta, mert ez volt a rajtszáma a Brawn GP-nél is, amikor világbajnok lett. A turbóéra első versenyén negyedik lett, de Daniel Ricciardo utólagos diszkvalifikálása miatt a harmadik helyet szerezte meg, így tulajdonképpen dobogóra állhatott. Több ilyen jó eredményben nem volt része a középmezőnybe süllyedt csapatnak, Button az év végén csak nyolcadik lett.

#### 2015
Már 2014 végén tudvalévő volt, hogy az új szezonban a Honda lesz a McLaren motorszállító partnere, és velük együtt érkezik Fernando Alonso is. Button két évre írt alá a csapattal. A Honda-motor az elvárásokhoz képest is sokkal gyengébbre sikerült, és ami még rosszabb: megbízhatatlan volt. A teszteken egyetlen alkalommal tudtak 100 körnél többet menni egy nap, és azt éppen Button érte el. A szezonnyitó futamon Button 17. helyre kvalifikálta magát, és az utolsó, 11. helyen ért célba az energiavisszanyelő rendszer hibáinak kiértékelése miatt szándékosan letekert Honda-motorral. Malajziában kiesett, Kínában egy Pastor Maldonadóval történt ütközés miatt 5 másodperces időbüntetést kapott és 2 büntetőpontot a szuperlicenszébe. Bahreinben szörnyű hérvégéje volt: háromszor állt meg alatta az autó, kétszer a szabadedzések, egyszer az időmérő edzés alatt, és a futamon sem tudott részt venni. Monacóban végre pontot tudott szerezni nyolcadik helyével, a brit nagydíjon azonban egy Alonsóval történt ütközés miatt kiesett. Magyarországon kilencedik lett, majd Szocsiban is, Austinban pedig fantasztikus teljesítménnyel hatodik.
A pontszerzésektől eltekintve a szezonja jobbára arról szólt, hogy Alonsóval együtt a rajtrács végéről indultak, jobbára már a Q1-ben kiestek az időmérő edzésen, de ha nem is, az alkatrészek gyakori cseréje miatt tetemes rajtbüntetéseket kaptak. Button az őt különösen sokszor sújtó technikai problémák miatt csak 15. lett a bajnokságban, legjobb eredménye az austini és az osztrák 6. helyezés lett.

#### 2016–2017
2016 végén bejelentette, hogy szünetet tart és nem versenyez 2017-ben, egy évig McLaren teszt- és tartalékversenyzője volt. Később hivatalossá vált hogy többé nem tér vissza a királykategóriába.
Ebben az évben a Honda-motor erő terén sokat fejlődött, viszont a megbízhatóság még mindig nem volt az igazi. Buttont ismét sokszor sújtotta a technika ördöge, pontszerző helyről volt kénytelen többször is kiállni. Ekkor is a 15. helyen végzett a bajnokságban, legjobb eredménye az osztrák 6. helyezése volt, amit úgy ért el, hogy az időmérő edzésen a csapat teljesítményéhez képest fantasztikus 3. helyről indult.
Egy ilyen idény után bejelentette, hogy 2017-ben hivatalosan egyéves szünetet tart, a csapat nagykövete marad, és 2018-ra opciós szerződést írt alá egy versenyzői ülésért. Mégis, már 2017-ben ismét a McLaren-be kellett ülnie, amikor Alonso épp az Indianapolis 500-as futamon vett részt a monacói nagydíj helyett. Button kilencediknek kvalifikálta magát, de aztán a csapat kapott egy 15 helyes rajtbüntetést alkatrészcsere miatt, és mivel a parc fermé szabályok megsértésével történt mindez, a boxutcából kellett rajtolnia. A versenyt sajnos idő előtt fel kellett adnia, ami a Pascal Wehrlein-nal történt ütközése miatt következett be.
Az év végén aztán bejelentette, hogy nem tér vissza a Formula–1-be, hanem átadja a tartalék versenyzői címet Lando Norrisnak. 136 versenyével ő a második pilóta David Coulthard után, aki a legtöbb időt töltötte a McLaren csapatánál.

## A Formula–1 után

### Super GT

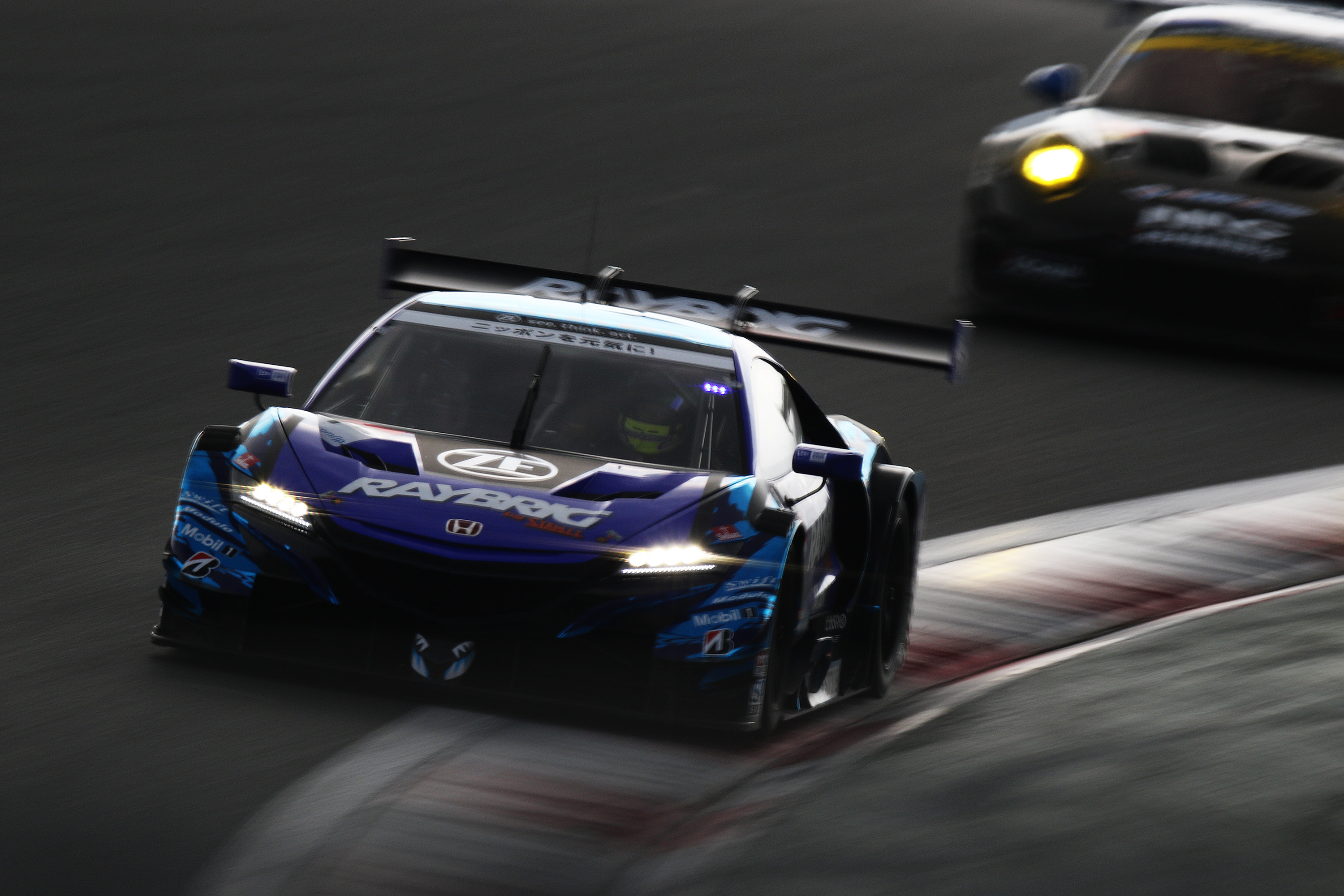
Button a 2019-es szezon Fuji versenyén

2017-re Buttont meghívták vendégpilótaként a japán Super GT szuzukai versenyhétvégéjére a Team Mugen csapatánál. A futamon a 12. helyen intették le a kockás zászlóval.
2018-ra már hivatalos pilótaként állt rajthoz a Team Kunimitsu csapatánál. A nyolc versenyhétvégéből, csupán egyszer nem szerzett pontot, egy futamgyőzelem mellett, négyszer állt fel a dobogóra. A szezon végén pedig újoncként bajnokká avanzsált. A 2019-es évad rosszul sikerült a gárdának, mert mindössze a 8. helyen végeztek győzelem nélkül, két dobogóval. Button 2019 októberében a szezonzárón bejelentette, hogy kiszáll a sorozatból.

### WEC
2018-ra bejelentette, hogy rész veszt a Hosszútávú-világbajnokság (WEC) szuper-szezonjában az LMP1-es kategóriában az orosz SMP Racinggel, ahol két Le Mans-i 24 órás versenyt is rendeztek. A 2018-as  futamon 315 kört tett meg, de végül nem fejezte be a versenyt elektronikai problémák miatt. Az idény második felében bejelentette, hogy nem vesz részt a hátralévő három versenyen, többek közt a második 24 óráson sem, egyéb okok miatt. A csapat a helyére Stoffel Vandoorne-t igazolta, aki őt váltotta a Formula–1-ben még 2017-ben.
A 100. évfordulós, 2023-as Le Mans-i 24 óráson egy egyedülálló kezdeményezés tagjaként, a Hendrick Motorsports versenyzője lett, amely egy átalakított, új hetedik generációs Chevrolet Camaro ZL1 NASCAR-autóval nevezett a Garage 56 program egyéni értékelésre. Társai a hétszeres NASCAR Cup Series-bajnok, Jimmie Johnson és a 2010-es Le Mans-i 24 órás egyik győztese, Mike Rockenfeller lettek. A trió 285 kört teljesített, és összesítésben a 39. helyen álltak, miután az esemény végén meghibásodott a hajtásláncuk, de célbaértek.
A 2024-es Daytona 24 órás versenyen Louis Delétrazhoz, Colton Hertához és Jordan Taylorhoz csatlakozott, és megosztja velük a Wayne Taylor Racing Andretti #40-es rajtszámú Acura ARX-06 GTP konstrukcióját. Emellett teljes évre visszatér a világbajnokságba is a #38-as Hertz Team Jota alakulatához, ahol egy Porsche 963-as Hypercaron fog osztozni Philip Hansonnal és Oliver Rasmussennel.

### Brit GT
A brit GT-bajnokságban a 2020-as szezon utolsó fordulójában, a három órás Silverstone 500-on debütált saját csapatával, a Jenson Team Rocket RJN McLaren 720S GT3-asával, megosztva azt a csapat társtulajdonosával, Chris Buncombe-val. Ők ketten a 14. helyen fejezték be a versenyt.

### NASCAR
A 2023-as NASCAR Cup Seriesben három versenyt teljesített a Rick Ware Racing #15-ös számú autójával. Első futamát az austini Circuit of the Americas pályán teljesítette, ott a 18. helyen végzett, a sorozat történetének első utcai pályás versenyén, Chicagóban huszonegyedik lett, végül Indianapolisban az épített pályán rendezett hétvégén pedig a 28. helyen látta meg a kockás zászlót.
Szó volt ugyan arról, hogy a 2024-es szezonban egy meg nem nevezett csapatnál ismét rajthoz áll egy NASCAR futamon Chicagóban, végül egyéb elfoglaltságok miatt nem vállalta a szereplést.

## Eredményei

### Formula–1-es statisztikái

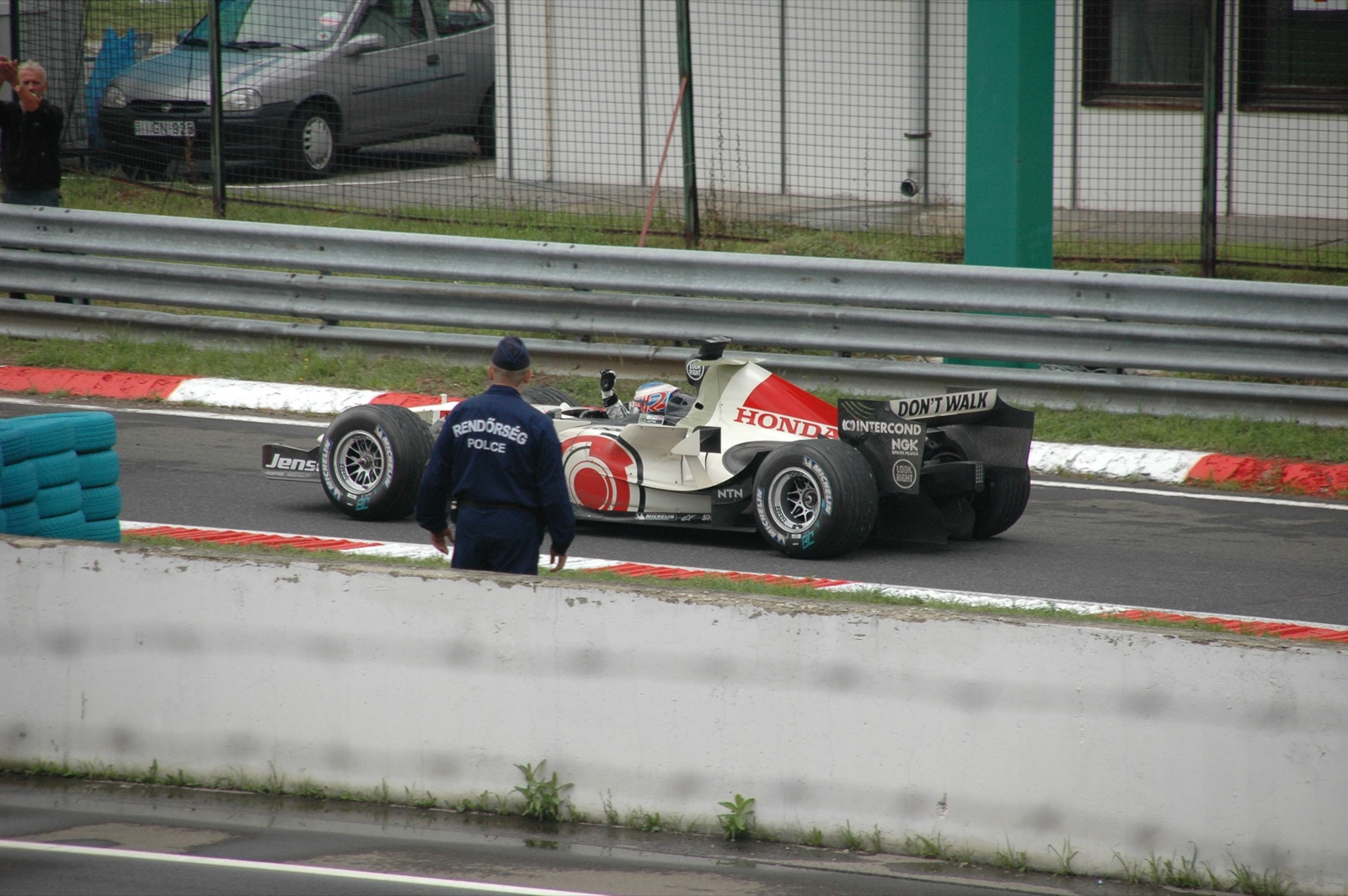
Button győzelme a 2006-os magyar nagydíjon

| Év   | Csapat           | Rajtok száma | Első rajtkocka | Győzelem | Dobogós helyezés | Leggyorsabb kör | Helyezés | Pont |
| ---- | ---------------- | ------------ | -------------- | -------- | ---------------- | --------------- | -------- | ---- |
| 2000 | Williams-BMW     | 17           | 0              | 0        | 0                | 0               | 8.       | 12   |
| 2001 | Benetton-Renault | 17           | 0              | 0        | 0                | 0               | 17.      | 2    |
| 2002 | Renault          | 17           | 0              | 0        | 0                | 0               | 7.       | 14*  |
| 2003 | BAR-Honda        | 16           | 0              | 0        | 0                | 0               | 9.       | 17*  |
| 2004 | BAR-Honda        | 18           | 1              | 0        | 10               | 0               | 3.       | 85*  |
| 2005 | BAR-Honda        | 19           | 1              | 0        | 2                | 0               | 9.       | 37*  |
| 2006 | Honda            | 18           | 1              | 1        | 3                | 0               | 6.       | 56*  |
| 2007 | Honda            | 17           | 0              | 0        | 0                | 0               | 15.      | 6*   |
| 2008 | Honda            | 18           | 0              | 0        | 0                | 0               | 18.      | 3    |
| 2009 | Brawn            | 17           | 4              | 6        | 9                | 2               | 1.       | 95*  |
| 2010 | McLaren          | 19           | 0              | 2        | 7                | 1               | 5.       | 214  |
| 2011 | McLaren          | 19           | 0              | 3        | 12               | 3               | 2.       | 270* |
| 2012 | McLaren          | 20           | 1              | 3        | 6                | 2               | 6.       | 188  |
| 2013 | McLaren          | 19           | 0              | 0        | 0                | 0               | 9.       | 73*  |
| 2014 | McLaren          | 19           | 0              | 0        | 1                | 0               | 8.       | 126* |
| 2015 | McLaren          | 19           | 0              | 0        | 0                | 0               | 16.      | 16*  |
| 2016 | McLaren          | 21           | 0              | 0        | 0                | 0               | 15.      | 21   |
| 2017 | McLaren          | 1            | 0              | 0        | 0                | 0               | —        | 0    |

(* Több pontja lett csapattársánál)

### Teljes Brit Formula–3-as eredménylistája
| Év   | Csapat        | Kasztni      | Motor   | 1      | 2      | 3      | 4      | 5      | 6     | 7      | 8      | 9      | 10     | 11     | 12     | 13     | 14    | 15     | 16      | Helyezés | Pont |
| ---- | ------------- | ------------ | ------- | ------ | ------ | ------ | ------ | ------ | ----- | ------ | ------ | ------ | ------ | ------ | ------ | ------ | ----- | ------ | ------- | -------- | ---- |
| 1999 | Promatecme UK | Dallara F399 | Renault | DON1 2 | SIL1 6 | THR1 1 | BRH1 8 | BRH2 7 | OUL 5 | CRO Ki | BRH3 6 | SIL2 2 | SNE 11 | PEM1 2 | PEM2 1 | DON2 2 | SPA 4 | SIL3 1 | THR2 Ki | 3.       | 168  |

### Teljes Formula–1-es eredménysorozata
(Táblázat értelmezése)

(Félkövér: pole-pozícióból indult; dőlt: leggyorsabb kört futott) 

| Év   | Csapat   | 1       | 2       | 3       | 4       | 5       | 6       | 7      | 8       | 9      | 10      | 11     | 12     | 13     | 14     | 15     | 16     | 17     | 18     | 19     | 20     | 21     | Helyezés | Pont |
| ---- | -------- | ------- | ------- | ------- | ------- | ------- | ------- | ------ | ------- | ------ | ------- | ------ | ------ | ------ | ------ | ------ | ------ | ------ | ------ | ------ | ------ | ------ | -------- | ---- |
| 2000 | Williams | AUS Ki  | BRA 6   | SMR Ki  | GBR 5   | ESP 17† | EUR 10  | MON Ki | CAN 11  | FRA 8  | AUT 5   | GER 4  | HUN 9  | BEL 5  | ITA Ki | USA Ki | JPN 5  | MAL Ki |        |        |        |        | 8.       | 12   |
| 2001 | Benetton | AUS Ki  | MAL 11  | BRA 10  | SMR 12  | ESP 15  | AUT Ki  | MON 7  | CAN Ki  | EUR 13 | FRA 16† | GBR 15 | GER 5  | HUN Ki | BEL Ki | ITA Ki | USA 9  | JPN 7  |        |        |        |        | 17.      | 2    |
| 2002 | Renault  | AUS Ki  | MAL 4   | BRA 4   | SMR 5   | ESP 12  | AUT 7   | MON Ki | CAN 15† | EUR 5  | GBR 12  | FRA 6  | GER Ki | HUN Ki | BEL Ki | ITA 5  | USA 8  | JPN 6  |        |        |        |        | 7.       | 14   |
| 2003 | BAR      | AUS 10  | MAL 7   | BRA Ki  | SMR 8   | ESP 9   | AUT 4   | MON Vi | CAN Ki  | EUR 7  | FRA Ki  | GBR 8  | GER 8  | HUN 10 | ITA Ki | USA Ki | JPN 4  |        |        |        |        |        | 9.       | 17   |
| 2004 | BAR      | AUS 6   | MAL 3   | BHR 3   | SMR 2   | ESP 8   | MON 2   | EUR 3  | CAN 3   | USA Ki | FRA 5   | GBR 4  | GER 2  | HUN 5  | BEL Ki | ITA 3  | CHN 2  | JPN 3  | BRA Ki |        |        |        | 3.       | 85   |
| 2005 | BAR      | AUS 11† | MAL Ki  | BHR Ki  | SMR Kiz | ESP EX  | MON EX  | EUR 10 | CAN Ki  | USA Ni | FRA 4   | GBR 5  | GER 3  | HUN 5  | TUR 5  | ITA 8  | BEL 3  | BRA 7  | JPN 5  | CHN 8  |        |        | 9.       | 37   |
| 2006 | Honda    | BHR 4   | MAL 3   | AUS 10† | SMR 7   | EUR Ki  | ESP 6   | MON 11 | GBR Ki  | CAN 9  | USA Ki  | FRA Ki | GER 4  | HUN 1  | TUR 4  | ITA 5  | CHN 4  | JPN 4  | BRA 3  |        |        |        | 6.       | 56   |
| 2007 | Honda    | AUS 15  | MAL 12  | BHR Ki  | ESP 12  | MON 11  | CAN Ki  | USA 12 | FRA 8   | GBR 10 | EUR Ki  | HUN Ki | TUR 13 | ITA 8  | BEL Ki | JPN 11 | CHN 5  | BRA Ki |        |        |        |        | 15.      | 6    |
| 2008 | Honda    | AUS Ki  | MAL 10  | BHR Ki  | ESP 6   | TUR 11  | MON 11  | CAN 11 | FRA Ki  | GBR Ki | GER 17  | HUN 12 | EUR 13 | BEL 15 | ITA 15 | SIN 9  | JPN 14 | CHN 16 | BRA 13 |        |        |        | 18.      | 3    |
| 2009 | Brawn    | AUS 1   | MAL 1‡  | CHN 3   | BHR 1   | ESP 1   | MON 1   | TUR 1  | GBR 6   | GER 5  | HUN 7   | EUR 7  | BEL Ki | ITA 2  | SIN 5  | JPN 8  | BRA 5  | UAE 3  |        |        |        |        | 1.       | 95   |
| 2010 | McLaren  | BHR 7   | AUS 1   | MAL 8   | CHN 1   | ESP 5   | MON Ki  | TUR 2  | CAN 2   | EUR 3  | GBR 4   | GER 5  | HUN 8  | BEL Ki | ITA 2  | SIN 4  | JPN 4  | KOR 12 | BRA 5  | UAE 3  |        |        | 5.       | 214  |
| 2011 | McLaren  | AUS 6   | MAL 2   | CHN 4   | TUR 6   | ESP 3   | MON 3   | CAN 1  | EUR 6   | GBR Ki | GER Ki  | HUN 1  | BEL 3  | ITA 2  | SIN 2  | JPN 1  | KOR 4  | IND 2  | UAE 3  | BRA 3  |        |        | 2.       | 270  |
| 2012 | McLaren  | AUS 1   | MAL 14  | CHN 2   | BHR 18† | ESP 9   | MON 16† | CAN 16 | EUR 8   | GBR 10 | GER 2   | HUN 6  | BEL 1  | ITA Ki | SIN 2  | JPN 4  | KOR Ki | IND 5  | UAE 4  | USA 5  | BRA 1  |        | 5.       | 188  |
| 2013 | McLaren  | AUS 9   | MAL 17† | CHN 5   | BHR 10  | ESP 8   | MON 6   | CAN 12 | GBR 13  | GER 6  | HUN 7   | BEL 6  | ITA 10 | SIN 7  | KOR 8  | JPN 9  | IND 14 | UAE 12 | USA 10 | BRA 4  |        |        | 9.       | 73   |
| 2014 | McLaren  | AUS 3   | MAL 6   | BHR 17† | CHN 11  | ESP 11  | MON 6   | CAN 4  | AUT 11  | GBR 4  | GER 8   | HUN 10 | BEL 6  | ITA 8  | SIN Ki | JPN 5  | RUS 4  | USA 12 | BRA 4  | UAE 5  |        |        | 8.       | 126  |
| 2015 | McLaren  | AUS 11  | MAL Ki  | CHN 14  | BHR Ni  | ESP 16  | MON 8   | CAN Ki | AUT Ki  | GBR Ki | HUN 9   | BEL 14 | ITA 14 | SIN Ki | JPN 16 | RUS 9  | USA 6  | MEX 14 | BRA 14 | UAE 12 |        |        | 16.      | 16   |
| 2016 | McLaren  | AUS 14  | BHR Ki  | CHN 13  | RUS 10  | ESP 9   | MON 9   | CAN Ki | EUR 11  | AUT 6  | GBR 12  | HUN Ki | GER 8  | BEL Ki | ITA 12 | SIN Ki | MAL 9  | JPN 18 | USA 9  | MEX 12 | BRA 16 | UAE Ki | 15.      | 21   |
| 2017 | McLaren  | AUS     | CHN     | BHR     | RUS     | ESP     | MON Ki  | CAN    | AZE     | AUT    | GBR     | HUN    | BEL    | ITA    | SIN    | MAL    | JPN    | USA    | MEX    | BRA    | UAE    |        | —        | 0    |

† A versenyt nem fejezte be, de helyezését értékelték, mert a versenytáv több, mint 90%-át teljesítette.
‡ A versenyt félbeszakították, és mivel nem teljesítették a táv 75%-át, így a győzelemért járó pontoknak csak a felét kapta meg.
Megjegyzés: 2014-ben a szezonzáró nagydíjon dupla pontokat osztottak

### Teljes Super GT eredménysorozata
(Táblázat értelmezése)

(Félkövér: pole-pozícióból indult; dőlt: leggyorsabb kört futott) 

| Év   | Csapat         | Osztály | 1      | 2     | 3      | 4      | 5     | 6      | 7     | 8     | Helyezés | Pont |
| ---- | -------------- | ------- | ------ | ----- | ------ | ------ | ----- | ------ | ----- | ----- | -------- | ---- |
| 2017 | Team Mugen     | GT500   | OKA    | FUJ   | AUT    | SUG    | FUJ   | SUZ 12 | CHA   | MOT   | HN       | 0    |
| 2018 | Team Kunimitsu | GT500   | OKA 2  | FUJ 9 | SUZ 2  | CHA 11 | FUJ 5 | SUG 1  | AUT 5 | MOT 3 | 1.       | 78   |
| 2019 | Team Kunimitsu | GT500   | OKA 15 | FUJ 3 | SUZ 13 | CHA 12 | FUJ 2 | AUT Ki | SUG 8 | MOT 6 | 8.       | 37   |

* A szezon jelenleg is zajlik.

### Le Mans-i 24 órás autóverseny
| Év   | Csapat               | Csapattárs                       | Autó                     | Kategória | Kör | Összetett Helyezés | Kategória Helyezés |
| ---- | -------------------- | -------------------------------- | ------------------------ | --------- | --- | ------------------ | ------------------ |
| 2018 | SMP Racing           | Mihail Aljosin Vitalij Petrov    | BR Engineering BR1 – AER | LMP1      | 315 | Kiesett            | Kiesett            |
| 2023 | Hendrick Motorsports | Jimmie Johnson Mike Rockenfeller | Chevrolet Camaro ZL1     | Innovatív | 285 | 39.                | —                  |
| 2024 | Hertz Team Jota      | Philip Hanson Oliver Rasmussen   | Porsche 963              | Hypercar  |     |                    |                    |

### Teljes FIA World Endurance Championship eredménysorozata
(Táblázat értelmezése)

(Félkövér: pole-pozícióból indult; dőlt: leggyorsabb kört futott) 

| Év      | Csapat          | Osztály  | Kasztni            | Motor                      | 1   | 2      | 3      | 4     | 5     | 6   | 7   | 8   | Helyezés | Pont |
| ------- | --------------- | -------- | ------------------ | -------------------------- | --- | ------ | ------ | ----- | ----- | --- | --- | --- | -------- | ---- |
| 2018–19 | SMP Racing      | LMP1     | BR Engineering BR1 | AER P60B 2.4 L Turbo V6    | SPA | LMS Ki | SIL Ki | FUJ 4 | SHA 3 | SEB | SPA | LMS | 15.      | 27   |
| 2024    | Hertz Team Jota | Hypercar | Porsche 963        | Porsche 9RD 4.6 L Turbo V8 | QAT | IMO    | SPA    | LMS   | SÃO   | COA | FUJ | BHR | *        | *    |

* A szezon jelenleg is zajlik.

## Magánélete
Louise Griffiths modell-énekesnő vőlegénye volt két évig, a kapcsolat azonban 2005 áprilisában véget ért. 2006-ban megismerkedett Florence Brudenell-Bruce-szel. Volt felesége Jessica Michibata (1984) japán divatmodell, akivel 2014 decemberében Hawaii szigetén hat év együttélés után házasodtak össze, majd 2015 decemberében szakítottak. Jenson Button jelenleg Los Angeles városában él, de vannak ingatlanjai Angliában és Bahreinben is. Hobbijai közé tartozik a hegyikerékpározás és bodyboarding. Van egy 1956-os Volkswagen Campervanja, Bugatti Veyronja és egy Honda S600-a.